# Country Music Hall of Fame and Museum
The Country Music Hall of Fame and Museum i Nashville, Tennessee, er et af verdens største museer og forskningscentre, der er dedikeret til bevaringen og fortolkningen af Amerikansk folkelig musik. Siden begyndelsen i 1964 har museet erhvervet sig en af verdens mest omfattende musikalske samlinger.

## Museets historie
Country Music Hall of Fame and Museum er et af verdens største og mest aktive forskningscentre i populærmusik og verdens største lager af country musik artefakter. Tidligt i 1960'erne, samtidig med at er Country Music Associations kampagne for at udbrede kendskabet til country musik accelerede, besluttede CMA's  ledere at en ny organisation var nødvendig for at drive et country musik museum og til at udføre forskning og uddannelsesaktiviteter ud over CMA's anvendelsesområde som en brancheorganisation. Til det formål, blev den almennyttige Country Music Foundation (CMF) stiftet af staten Tennessee i 1964 for at indsamle, bevare og udbrede oplysninger og genstande med relation til historien om country musik. Gennem CMF, rejste industriens ledere penge til at bygge Country Music Hall of Fame and Museum, der åbnede den 1. April, 1967. Beliggende for enden af Music Row, blev museet opført hvor en lille Nashville bypark lå. På dette tidspunkt, begyndte artefakter at blive vist, og et lille bibliotek var begyndt på et loft over en af museets gallerier.

## Nuværende museum
At blive mere tilgængelige flyttede Country Music Hall of Fame and Museum, i maj 2001, til et ny 12.000 kvadratmeters anlæg i hjertet af downtown Nashvilles kunst og underholdningsdistrik. I 2014 afslørede museet en $100 millioner udvidelse, der fordoblede sin størrelse til 32.500 kvadratmeter af gallerier, arkivering, klasseværelser, detailbutikker, og plads til særlige arrangementer.

## Tidslinje
- 1961: Country Music Association, etablerer Country Music Hall of Fame
- 1964: CMA begynder non-profit organisationen Country Music Foundation (CMF), der driver Country Music Hall of Fame og Museum
- 1967: Country Music Hall of Fame and Museum åbner på Music Row
- 1987: Museum fik akkreditering fra den Amerikanske Museumsalliance
- 2000: 31. december lukker museet sine døre på Music Row
- 2001: 17. maj genåbner musset i den centrale Nashville
- 2013: 12. oktober åbnes Hatch Show Print for offentligheden
- 2014: Ny udvidelse åbnet, mere end en fordobling af størrelsen af bygningen
- 2015: For første gang havde museet flere end en million besøgende i et kalenderår